# Военные районы НРА
Военные районы (кит. 軍區) — крупнейшие воинские соединения Национально-революционной армии Китайской республики в годы войны с Японией.

## Изначальная организация

Военные районы НРА в августе 1937

С августа 1937 года были созданы следующие военные районы:
- 1-й военный район (сентябрь 1937) — северные части провинций Хэбэй и Шаньдун; сначала под командованием Чан Кайши, затем командующим стал Чэн Цянь
- 2-й военный район — провинции Шаньси, Чахар и Суйюань; командующий — Янь Сишань
- 3-й военный район — Шанхай, провинции Цзянсу и Чжэцзян; командующий — Фэн Юйсян
- 4-й военный район — провинции Гуандун и Фуцзянь; командующий — Хэ Инцинь
- 5-й военный район — южная часть провинции Шаньдун, северная часть провинции Цзянсу; сначала под командованием — Чан Кайши, затем командующим стал Ли Цзунжэнь

## Организация после падения Нанкина
После того, как пал Нанкин, 17 января 1938 года произошла реорганизация системы военных районов. Новая структура выглядела так:
- 1-й военный район — провинция Хэнань и северная часть провинции Аньхой; командующий — Вэй Лихуан
- 2-й военный район — провинция Шаньси и северная часть провинции Шэньси; командующий — Янь Сишань
- 3-й военный район — провинции Чжэцзян, Фуцзянь, южная часть провинции Цзянсу; командующий — Гу Чжутун
- 4-й военный район — провинции Гуандун и Гуанси; командующий — Чжан Факуй
- 5-й военный район — провинция Аньхой, северная часть провинции Хубэй, южная часть провинции Хэнань; командующий — Ли Цзунжэнь
- 8-й военный район — провинции Суйюань, Нинся, Ганьсу, Цинхай; командующий — Чжу Шаолян

После битвы за Сюйчжоу и сражения за северную и восточную части провинции Хэнань 5-й военный район стал отвечать за оборону провинций Аньхой и Хубэй к северу от реки Янцзы, 1-й военный район стал отвечать только за провинцию Хэнань, в зону ответственности 3-го военного района вошла дополнительно провинция Аньхой к югу от реки Янцзы, 4-й военный район стал отвечать за оборону побережья провинции Фуцзянь.
В начале июля 1938 года во время сражения при Ухане был создан 9-й военный район (командующий — Чэнь Чэн в качестве заместителя Сюэ Юэ) в составе 1-го и 2-го армейских корпусов и гарнизона Ухане.

## Организация после сражения при Ухане
После сражения при Ухане система военных районов была реорганизована вновь, и стала выглядеть следующим образом:
- 1-й военный район — провинция Хэнань и северная часть провинции Аньхой; командующий — Вэй Лихуан
- 2-й военный район — провинция Шаньси и северная часть провинции Шэньси; командующий — Янь Сишань
- 3-й военный район — провинции Чжэцзян, Фуцзянь, южные части провинций Цзянсу и Аньхой; командующий — Гу Чжутун
- 4-й военный район — провинции Гуандун и Гуанси; командующий — Чжан Факуй
- 5-й военный район — западная часть провинция Аньхой, северная часть провинции Хубэй, южная часть провинции Хэнань; командующий — Ли Цзунжэнь
- 8-й военный район — провинции Суйюань, Нинся, Ганьсу, Цинхай; командующий — Чжу Шаолян
- 9-й военный район — южная часть провинции Хубэй, северо-западная часть провинции Цзянси, провинция Хунань
- 10-й военный район — провинция Шэньси; командующий — Цзян Динвэнь

В октябре 1939 года, после первого сражения за Чанша, был создан 6-й военный район под командованием Сунь Ляньчжуна. Этот район отвечал за провинцию Хубэй к югу от реки Янцзы и к западу от реки Сянцзян; он был образован из части войск 9-го военного района.

## Другие военные районы
В японском тылу за линией фронта были созданы два специальных военных района:
- Военный район Шаньдун-Цзянсу, действовавший на территории провинции Шаньдун и в северной части провинции Цзянсу
- Военный район Хэбэй-Чахар, действовавший на территориях провинций Хэбэй и Чахар